# 太郎 (お笑い)
太郎（たろう、1992年6月4日（32歳）- )は、日本の男性お笑いタレント・YouTuber。また、ぽっちゃり体型男性芸人アイドルグループ甘栗カンパニーのメンバー。神奈川県出身。AB型。東京NSC17期生。吉本興業所属。

## 略歴
神奈川県相模原市出身。2009年、高校生時代に在籍していた神奈川県立相武台高等学校が、神奈川県立新磯高等学校と統合され、神奈川県立相模原青陵高等学校となった。それぞれの学校で1番面白いと人気者だった太郎と五十嵐最強カズサが意気投合し、高校卒業後の2011年に東京NSCに17期生として入学する。
東京NSCを卒業し、2012年より五十嵐と『パンプアップ』として活動をはじめる。
また、2013年ごろよりぽっちゃり体型男性芸人アイドルユニット『甘栗カンパニー』メンバーとして活動を始める。
2018年、同期で同い年のガーリィレコードのフェニックスとのシェアハウス生活が始まった事をきっかけに、ガーリィレコードのYouTube チャンネル、ガーリィレコードチャンネルの動画に出演したり、撮影場所として自室を貸し出すようになる。

徐々にガーリィレコードの高井佳佑、フェニックス、同期の雨野宮将明との4人での動画投稿が固定化され、ガーリィレコードチャンネルメンバーとして活動するようになる。

2019年、パンプアップ解散。高校時代の親友に戻った形の解散であり、Twitterではしばし二人で写った画像が投稿されている。

ガーリィレコードチャンネルでは、「ミット持ちする米津玄師」「気配斬り」などの動画で爆発的な人気がでたことで、テレビなどのメディアよりも先にYouTubeで名が売れるようになった。YouTube発のよしもと芸人のパイオニア的な存在になった。また、同居している生活の様子を映すようなスタイルの先駆けになった。

2021年よりYouTube個人チャンネル「太郎オブギャラクシーチャンネル」がスタート 。

2022年より士別市まちづくり応援大使に任命された。

## 芸風・人物

### 芸風
- 持ちギャグに『参っちゃいますよね』『胸に響くぜー』などがある。
- コーナーライブやYouTubeの活動が主な活動。

### 人物
- 特技は水泳[8]
- 大のマーベル好き。
- その中でも特にスパイダーマンシリーズが好き。
- アメフトが好きで、しばしフェニックス、Everybodyのタクト OK!!と観戦している。[9]
- 2023年11月8日にガーリィレコードチャンネルで投稿された動画内で一般女性と結婚したことを報告した。なお、その動画内で婚約指輪を沖縄の海で無くしたことも公表した。[10]

### その他
- 友人に俳優の稲葉友がいる。[11]
- 友人にボクサーの井上浩樹がいる。[12]

## 出演

### テレビ
芸人YouTuber企画系

- 嵐にしやがれ(2019年4月6日、2019年8月24日（24時間テレビ）、2020年12月19日　日本テレビ)
- しゃべくり007(2019年2月25日、2020年11月9日　日本テレビ)
- 沼にハマってきいてみた(2020年10月19日 NHK)

その他
- ザ!世界仰天ニュース(2022年3月20日 日本テレビ)再現VTRパート
- 江戸モアゼル〜令和で恋、いたしんす。〜 第2話(2019年1月14日、読売テレビ)ウェブ広告会社バードネット、社員役

### 舞台
- 『KAKERU』 (2019年12月8日 - 2020年2月10日)シシ役

### ラジオ
- ねおもも繋がーりぃラジオ(2019年11月5日 - 2020年9月30日　ABCラジオ)
- NACK5番組争奪フェスティバル2021『ガーリィレコードチャンネルの圧倒的カロリー』(2021年8月1日　NACK5)

### その他
- ゲーム配信アプリMildom『よしもと自宅ゲーム部』(2020年6月24日 - 2021年6月24日)木曜レギュラー